# Мале Погорілово
Мале Погорі́лово (рос. Малое Погорелово) — присілок у складі Верховазького району Вологодської області, Росія. Входить до складу Шелотського сільського поселення.

## Населення
Населення — 4 особи (2010; 13 у 2002).
Національний склад (станом на 2002 рік):
- росіяни — 92 %